# Gadens børn
|  | For den danske nødhjælpsorganisation, se Gadens Børn |
Gadens børn er en dansk dokumentarfilm fra 1991 med instruktion og manuskript af Anja Dalhoff.

## Handling
Filmen følger tre såkaldte gadebørn, der tilbringer det meste af tiden rundt omkring på storbyens gader uden arbejde og uden tag over hovedet.